# Jungle Fever (lied)
Jungle Fever is een lied van de Belgische groep The Chakachas. 

## Geschiedenis

### Groep
In 1966 verliet frontman Gaston Bogaerts de groep the Chakachas. Hij wordt als drummer vervangen door Roger Clerckx maar de groep stopt enige tijd later. In 1970 wil producer Roland Kluger, die werkt voor Polydor de groep terug samenbrengen. Samen met Bill Ador (Willy Albimoor) en Nico Gomez (Joseph van het Groenewoud) komt Bogaerts terug in de groep.

### Nummer
Omdat er nog plaats is tijdens de opnames van een plaat in 1971 stelt Albimoor voor om een latino versie te maken van Je t'aime... moi non plus van Serge Gainsbourg en Jane Birkin uit 1969. Kary Kento (Caridad Hernandez y Penalver) doet de tweede stem. Bogaarts stelde Jungle Fever als naam voor. 
Het nummer eindigde op de 8ste plaats van de Amerikaanse Billboard Hot 100. De plaats is goed voor twee gouden platen.

### Gebruik
- 1987 - Jungle Fever van Kinkina, cover
- 1988 - Put her in the buck van 2 Live Crew, sample
- 1988 - Cold Lampin' with Flavor van Public Enemy, sample
- 1988 - Hangin' Tough van New Kids on the Block, sample
- 1991 - Dancing Barefoot van MC900 ft Jesus, sample
- 1996 - Lovely Lady van Kool Keith, sample
- 1997 - Sometimes van The Brand New Heavies
- 1997 - Boogie Nights van Paul Thomas Anderson, film
- 2000 - Next Friday van Steve Carr, filmmuziek
- 2004 - Grand Theft Auto: San Andreas, soundtrack
- 2005 - Just Like Heaven van Mark Waters, filmmuziek
- 2006 - Jungle Fever remix van Buscemi, nummer
- 2018 - Callboys, Televisieserie-muziek
- 2019 - Good Boys van Gene Stupnitsky, filmmuziek